# 桑頓站
桑頓站是快速交通系統豪登列車位於豪登省約翰內斯堡桑頓的地鐵站。其於2010年6月8日開通，為奧利弗·坦博國際機場提供服務。

## 地點
桑頓站位於約翰內斯堡北部的同名社區，在里沃尼亞街與西街交匯處的大型購物中心桑頓市／納爾遜·曼德拉廣場附近。

### 公共交通導向型開發
開發商和豪登省政府的目標是使桑頓站成為南非首批以公共交通導向型開發的項目之一。由於該地區在金融方面的重要性，約翰內斯堡證券交易所為其主要焦點，而這種發展需要升級周邊地區的一些重要道路以及主幹道路網絡。
桑頓站周圍的區域分為六個管理區域，包括土地利用、開發密度和行人可達性。管理區域1以桑頓街、凱瑟琳街、里沃尼亞路和弗雷德曼大道為界，環繞納爾遜·曼德拉廣場及車站附近，計劃包括興建高達40層的建築物，發展密度為每公頃110個單位，因此將其歸類為高密度和混合使用。此外，一系列行人走廊將穿過該區域，形成一個網絡，以實現更加行人友好的發展，並鼓勵步行和可持續發展。之後和更遠的管理區域高度限制為10層至15層樓，同時保持要求每公頃110個單位的密度，使發展集中於特定的中心商業區內。

## 車站佈局
在建築方面，桑頓在豪登列車車站中屬於獨一無二。雖然該車站不是唯一的地底車站，但其為唯一一個擁有兩層的地鐵站。上層為豪登列車的南北線，該列車南行至約翰內斯堡市中心的公園站，而北行則至比勒陀利亞；至於下層則僅有一個月台，該列車開往奧利弗·坦博國際機場終點站。

## 服務
桑頓站是豪登列車系統的營運中心。在整個網絡中，其與萬寶路是唯二同時為機場線和南北線的列車提供服務的車站。此外，桑頓有六條綜合接駁巴士線，將乘客從更遠的地區送到車站。S1至S6編號的巴士分別往返桑頓中心商業區環路（S1）、溫迪沃德（S2）、里沃尼亞（S3）、蘭德堡（S4）、弗威斯（S5）以及羅斯班克（S6）。

## 外部連結
- Official Sandton station site

26°06′28″S 28°03′26″E / 26.1078°S 28.0572°E